# ミュージック (アプリケーション)
ミュージック（英: Music）は、Appleが開発するiOS、iPadOS、tvOS、watchOS、visionOS、macOS、Androidなどのマルチオペレーティングシステム向けのメディアプレーヤーである。

## 概要
「ミュージック」アプリのiOSのiPhoneとiPadバージョンは、iOS 5とともにリリースされ、iOS 4以前では「iPod」という名称であった。tvOS、watchOS、visionOS、iPadOS、iOSのiPod touchバージョンでは、初期リリース時に含まれていた。
macOSでは、「iTunes」に代わる新しい3つのアプリの1つとして、macOS Catalinaとともにリリースされた。「ミュージック」アプリは、Apple Musicという現在主流となっているサブスクリプション型のサービスに重点を置き、コンテンツを（買い切りで）購入できるiTunes Storeへの集中度が低いという点などで「iTunes」アプリとは異なるところがある。

## 各OSのバージョン

### iOSおよびiPadOS
iPhoneとiPadの「ミュージック」アプリの前には、iPhone OS 1 (現 iOS)で最初にリリースされた「iPod」アプリがあった。2011年10月12日にiOS 5のリリースで、初代から「ビデオ」アプリと分離していたiPod touchに合わせる形で「ミュージック」に名称が変更された。その後ポッドキャスト、オーディオブック、iTunes Uも独立したアプリに移行された。2014年にCarPlayに対応、2015年にiOS 8.4でApple Musicの登場によりアプリの再設計および機能が更新された (シェイクでシャッフル、Album Wallは廃止)。2023年にはクラシック音楽に特化した「クラシック」(英: Classical) アプリが登場した。

### iPod ソフトウェア
iPod ソフトウェアでの「ミュージック」アプリは、(iOS搭載のiPod touch以外の) iPodで利用できる。機種によりUIや対応するメディアは異なるが、PCから転送した曲やミュージックビデオの再生が可能で、「ラジオ」アプリなども用意されている。Apple Musicなどのインターネット接続を要する機能には非対応。

### tvOS
Apple TV ソフトウェアでの「ミュージック」アプリは、第2世代以降のApple TVで利用でき、iTunes Storeから購入した音楽やiTunes Matchと同期した音楽をストリーミングできるが、Apple Musicのサポートで更新されることはない。Apple Musicのサポートは、2015年11月上旬にApple TV HD (旧称 第4世代)のtvOSバージョンに追加された。

### watchOS
watchOSでは、「ミュージック」アプリがすべてのバージョンに含まれている。watchOSを使用するApple Watchでは、iPhoneのリモコンとしての使用や、ペアリングしたiPhoneなしでの使用も可能。音楽を直接ダウンロードして、Apple WatchをBluetoothスピーカーやヘッドフォンと接続することで再生できる。Series 10/Ultra 2以降の機種では本体スピーカーからの再生にも対応した。

### visionOS
visionOSでは、「ミュージック」アプリがすべてのバージョンに含まれている。visionOSを使用するApple Vision Proでは、Apple Musicの曲やミュージックビデオの再生も可能。

### macOS
macOSの「ミュージック」アプリの前に、2001年1月9日にリリースされた「iTunes」アプリがあった。iTunesアプリ内のビデオサポートは2005年5月に有効になった。ポッドキャストやブックのサポートは、それぞれ2005年6月と2010年1月まで続き、2015年にApple Musicの機能も追加された。しかし、2010年代までに、このアプリは元の"音楽の範囲"をはるかに超えあまりに多くの機能を搭載して複雑化していき、肥大化について批判されていた。その結果、2019年10月7日にリリースされた新しいバージョンのmacOSであるmacOS Catalinaの登場とともに、Mac版のiTunesが廃止され、音楽は「ミュージック」に、映画は「TV」に、ポッドキャストは「ポッドキャスト」に、iPod/iOSデバイスの管理は「Finder」にというように各機能はiOSの様に、個別の新たなアプリへ分割・継承されるに至った。また、古いmacOS向けの以前のiTunesには影響がなく、当面維持される見込みである。

### Windows
Windows 10以降のWindowsデバイス向けにリリースされた「Apple Music」アプリの前に、2003年10月17日にWindows 2000とXP向けにリリースされた「iTunes」アプリがあった。こちらも2024年2月8日にmacOS同様、音楽は「Apple Music」に、映画は「Apple TV」に、iPod/iOSデバイスの管理は「Appleデバイス」にというように新たなアプリへ分割・継承された。なお、CDの読み込み機能は廃止された為「メディア プレーヤー」などの代替アプリを使用する必要がある。最新バージョンのiTunes for Windowsは現状完全に廃止された訳ではなく、オーディオブックとポッドキャスト専用アプリとして残されている。また、古いWindows向けの以前のiTunesには影響がなく、当面維持される見込みである。

### Android
Androidデバイス向けには、Android 4.3以降に対応の「Apple Music」アプリが、2015年11月10日に配信された。Chromecast機能に対応している。2018年にAndroid Autoに対応した。iOS同様に、Android 9以降に対応の「Apple Music Classical」アプリも配信された。

### ゲーム機、その他
PlayStation 5やXbox One以降のゲーム機向けの「Apple Music」アプリでは、音楽を再生したままゲームプレイも可能。
また、Teslaの対応車種でも「Apple Music」アプリが利用可能となった。